# Председатель Государственного собрания Республики Алтай
Председатель Государственного собрания — Эл Курултай Республики Алтай — глава высшего представительного, законодательного органа государственной власти на территории Республики Алтай (Государственное собрание Республики Алтай).
В соответствии со статьёй 110 Конституции Республики Алтай Председатель Государственного собрания — Эл Курултай Республики Алтай:
1. представляет Государственное Собрание — Эл Курултай Республики Алтай в отношениях с республиканскими, федеральными органами и органами государственной власти субъектов Российской Федерации в пределах своих полномочий и по поручению Государственного Собрания — Эл Курултай, координирует межпарламентскую деятельность Государственного Собрания — Эл Курултай;
2. осуществляет общее руководство деятельностью Государственного Собрания — Эл Курултай, ведёт заседания Государственного Собрания — Эл Курултай, ведает его внутренним распорядком;
3. подписывает законы Республики Алтай и правовые акты, принятые Государственным Собранием — Эл Курултай Республики Алтай, удостоверяя подлинность текста и свидетельствуя принятие их законодательным органом республики, после чего направляет законы Главе Республики Алтай, Председателю Правительства Республики Алтай для подписания и обнародования;
4. представляет Государственному Собранию — Эл Курултай кандидатуры для избрания заместителями Председателя Государственного Собрания — Эл Курултай, председателями постоянных комиссий Государственного Собрания — Эл Курултай и председателем контрольно-счетной палаты Республики Алтай;
5. координирует деятельность комитетов Государственного Собрания — Эл Курултай, даёт им поручения по исполнению решений Государственного Собрания — Эл Курултай Республики Алтай;
6. руководит работой аппарата Государственного Собрания — Эл Курултай, назначает и освобождает от должности руководителей структурных подразделений аппарата Государственного Собрания — Эл Курултай, пользуется правом найма и увольнения специалистов, вспомогательного и технического персонала, обслуживающих деятельность Государственного Собрания — Эл Курултай;
7. является распорядителем финансово-материальных средств Государственного Собрания — Эл Курултай;
8. решает иные вопросы, которые могут быть ему поручены Государственным Собранием — Эл Курултай.

По вопросам своей компетенции Председатель Государственного Собрания — Эл Курултай Республики Алтай издаёт распоряжения. В случае нарушения Председателем Государственного Собрания — Эл Курултай Конституции Российской Федерации, федеральных законов, Конституции и законов Республики Алтай Государственное Собрание — Эл Курултай Республики Алтай вправе поставить вопрос и принять решение о его освобождении от должности, если такое решение будет принято не менее двумя третями голосов от установленного числа депутатов Республики Алтай.